# Lago Latschen
El lago Latschen (en alemán: Latschensee) es un lago situado en la región administrativa de Baja Baviera —junto a la frontera con República Checa—, en el estado de Baviera (Alemania), a una elevación de 1150 metros; tiene un área de 0.1 hectáreas. 